# Matayba robusta
Matayba robusta är en kinesträdsväxtart som beskrevs av Ludwig Radlkofer. Matayba robusta ingår i släktet Matayba och familjen kinesträdsväxter. Inga underarter finns listade i Catalogue of Life.